# Slovenská televízia

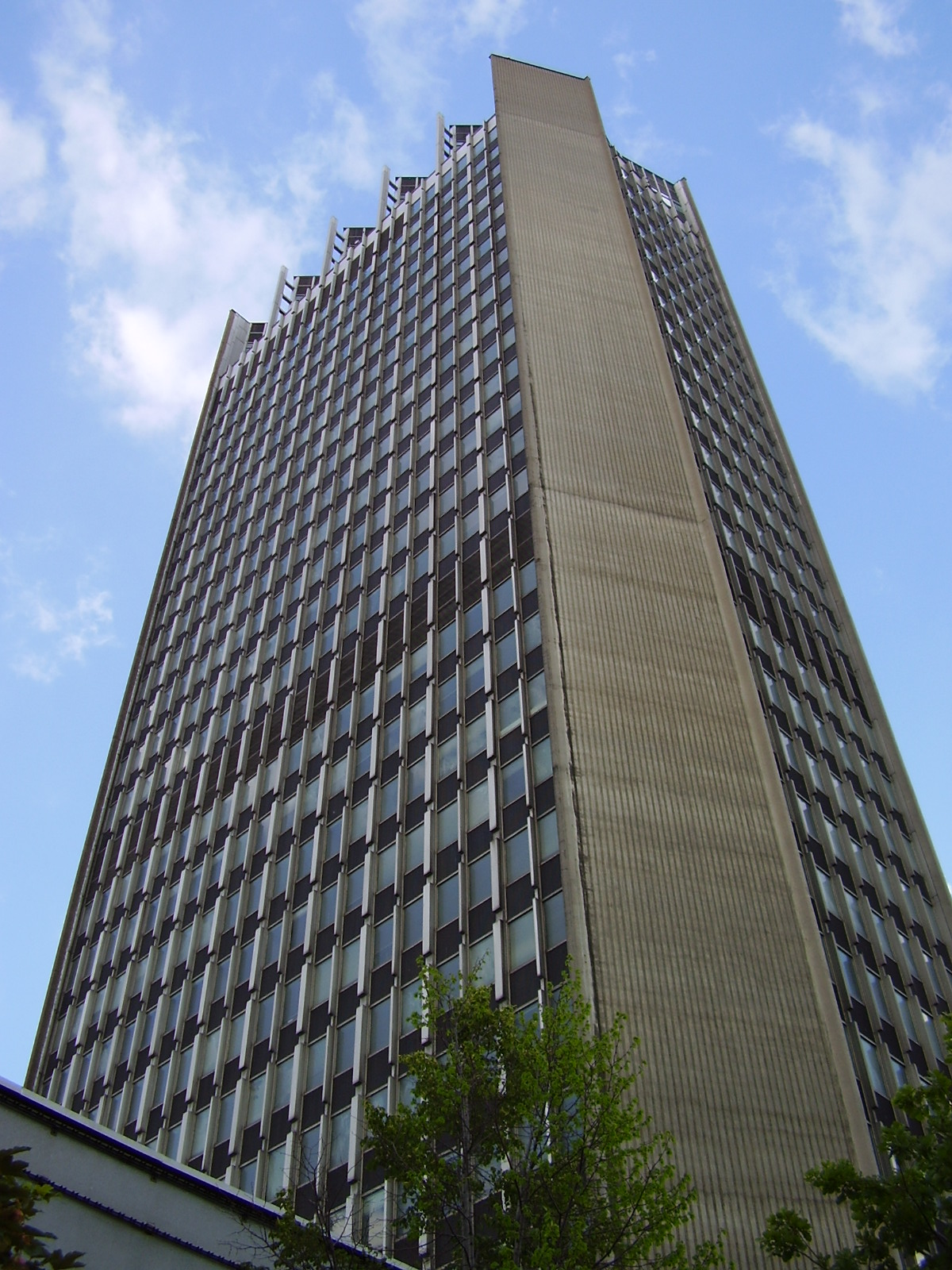
De STV-toren: hoofdkwartier van de Slowaakse publieke televisie in Bratislava

Slovenská televízia (STV) is de publieke televisieomroep van Slowakije (als deel van RTVS/Rozhlas a televízia Slovenska, koepel voor radio en televisie). De omroep ontstond in 1991 uit het Slowaakse deel van de voormalige Tsjechoslowaakse televisie, die in 1956 is opgericht. De omroep wordt gefinancierd door kijk- en luistergeld, reclameinkomsten en een overheidsbijdrage.
STV heeft twee landelijke zenders, Jednotka (Één) en Dvojka (Twee). Daarvoor, tot 2004, heetten deze zenders STV1 en STV2.
In 2024 besliste de regering van Robert Fico om de publieke omroep af te schaffen.